# Дескальсас-Реалес
Монастырь Дескальсас Реалес (исп. Monasterio de las Descalzas Reales; буквально, «монастырь босоногих принцесс» — мадридский монастырь XVI века, основанный в 1559 году Хуаной Австрийской на месте дворца её отца Карлоса I.
Принцесса передала остатки королевской резиденции в распоряжение ордена клариссинок. С помощью её, а также монахинь монастыря, была собрана коллекция произведений искусства. Плафон расписан Клаудио Коэльо, на лестнице находится фреска, изображающая Филиппа IV и членов королевской семьи. Она ведёт на крытую аркаду на втором этаже, окружённую часовенками, в которых помещены картины и антикварные предметы. В главной часовне похоронена принцесса Хуана. 
Первоначальным архитектором церкви был Антонио Силлеро. Фасад был разработан в 1559 году Хуаном Баутиста де Толедо, который также спроектировал кровельную часть церкви. Части алтаря, хора и ризница были украшены Хуаном Гомесом де Мора в 1612 году. Гаспар Бесерра закончил расписывать ретабло алтаря, но оно сгорело в пожаре 1862 года вместе со многими картинами и фресками Хуана Пантохи де ла Круса.
В комнате с гобеленами хранятся гобелены XVII века и работы Яна Брейгеля Старшего, Тициана, Сурбарана, Мурильо и Риберы. Знаменитый композитор Томас Луис де Виктория работал в монастыре с 1587 года и до своей смерти в 1611 году.